# Kraftwerk Damietta
Das Kraftwerk Damietta ist ein GuD-Kraftwerk im Gouvernement Dumyat, Ägypten, das am Damietta-Arm des Nils gelegen ist.

## Daten
Mit einer installierten Leistung von 1.700 MW ist Damietta eines der leistungsstärksten Kraftwerke in Ägypten (Stand September 2017). Das Kraftwerk wird zur Abdeckung der Grundlast eingesetzt. Es ging 1989 mit den ersten Blöcken in Betrieb. Die Jahreserzeugung lag 2009 bei 7,798 Mrd. kWh. 2011 wurde das Kraftwerk um vier Gasturbinen erweitert.
Das Kraftwerk ist im Besitz der Egyptian Electricity Holding Company; es wird von der East Delta Electricity Production Company betrieben.

## Kraftwerksblöcke
Das Kraftwerk besteht aus vier Anlagen. Die folgende Tabelle gibt einen Überblick:
| Anlage | Block | Max. Leistung (MW) | Betriebsbeginn | Turbine | Generator | Dampfkessel    |
| ------ | ----- | ------------------ | -------------- | ------- | --------- | -------------- |
| 1      | 1     | 132                | 1989           | Siemens | Siemens   | Babcock Borsig |
|        | 2     | 132                | 1989           | Siemens | Siemens   | Babcock Borsig |
|        | 3     | 136                | 1992           | Alstom  | Alstom    |                |
| 2      | 1     | 132                | 1989           | Siemens | Siemens   | Babcock Borsig |
|        | 2     | 132                | 1989           | Siemens | Siemens   | Babcock Borsig |
|        | 3     | 136                | 1992           | Alstom  | Alstom    |                |
| 3      | 1     | 132                | 1989           | Siemens | Siemens   | Babcock Borsig |
|        | 2     | 132                | 1989           | Siemens | Siemens   | Babcock Borsig |
|        | 3     | 136                | 1992           | Alstom  | Alstom    |                |
| 4      | 1     | 125                | 2011           | GE      | GE        |                |
|        | 2     | 125                | 2011           | GE      | GE        |                |
|        | 3     | 125                | 2011           | GE      | GE        |                |
|        | 4     | 125                | 2011           | GE      | GE        |                |

Die ersten drei Anlagen bestehen aus je zwei Gasturbinen sowie einer nachgeschalteten Dampfturbine. An beide Gasturbinen ist jeweils ein Abhitzedampferzeuger angeschlossen; die Abhitzedampferzeuger versorgen dann die Dampfturbine.